# 托尔维斯孔
托尔维斯孔，是西班牙安达卢西亚自治区格拉纳达省的一个市镇。总面积51平方公里，2001年普查人口總數為872人，人口密度為每平方公里17人。